# Impulskontrollstörningar
Impulskontrollstörningar är en grupp psykiska störningar av jagfunktioner, vilka kännetecknas av en nedsatt förmåga att hantera skadliga ingivelser. I vissa fall tenderar svårigheterna att likna tvångsmässigt beteendemönster.
Drogberoende och substansmissbruk liknar impulskontrollstörningarna, men innefattas av hävd inte i begreppet, så inte heller symtom vid ätstörningar, eller handlingar som sker till följd av en vanföreställning eller hallucination. Inte heller impulsstörningar vid parafilier räknas som impulskontrollstörning, av hävd.
Vid dessa störningar får personen en "kick" och lättnadskänsla av att ge vika för impulsen, och störningen är ett uttryck för impulsivitet. Tvångssyndrom ger till skillnad från impulskontrollstörningar inte dessa känslomässiga effekter, utan är snarare förknippade med ångest, samt med en störd, överdriven självkontroll.

## Kännetecken
Impulskontrollstörningar är en grupp beteendestörningar som vuxna kan drabbas av (som regel inte barn). Störningen är knuten till en specifik skadlig och förbjuden handling, vilken den drabbade upprepade gånger utför eftersom personen inte kan motstå impulsen att utföra den. Handlingen ifråga är skadlig för personen själv eller andra, och saknar annat direkt motiv än att personen får en oemotståndlig impuls att utföra den. Fixa idéer om handlingen och sådant som är förknippat med den, är vanligt.
Till impulskontrollstörningarna hör de manier som inte är ett symtom på en annan psykisk störning; i diagnosverktyget ICD-10 kallas störningarna också "vanestörningar" (habit disorders). Detta innebär att impulsen som sådan inte är en impulskontrollstörning, det krävs att personen inte kan kontrollera den. Innan utbrottet förekommer en prodrom med förhöjd spänningskänsla, och efteråt en känsla av lättnad.
Högriskbeteenden som kontrafobier kan ibland eller delvis vara vinstgivande för den som har det, personen får ut något av det vid sidan av "kicken". Impulskontrollstörningar däremot, innebär alltid och uteslutande ett lidande (fysiskt, ekonomiskt, socialt), bortsett från den "kick" som personen får vid planeringen, utförandet och efter att ha hängivit sig till sin impuls. Vanemässiga och skadliga impulskontrollstörningar förekommer i sjukdomsbilden vid flera personlighetsstörningar, och det kan finnas en komorbiditet med till exempel borderline personlighetsstörning.

## Varianter av impulskontrollstörningar
Pyromani innebär att en person upprepade gånger, utan ekonomiskt, känslomässigt eller politiskt motiv, tänder eld på saker. Dessutom är personen besatt av eld. Barn med uppförandestörningar kan också tända eld på saker, men då ingår också annat kriminellt eller omoraliskt beteende i sjukdomsbilden (till exempel stöld och misshandel). 
Spelberoende är en mani för hasardspel, vilken dominerar personens vardag och leder till ekonomiskt förfall. Spelandet kan vara tvångsmässigt, men är inte neurotiskt utan snarare stressrelaterat. Människor kan vara flitiga spelare utan att vara spelberoende. 
Kleptomani är en impulskontrollstörning som innebär att en person inte förmår låta bli att stjäla från andra. En kleptoman stjäl inte för den ekonomiska eller personliga vinningens skull, utan till följd av den spänning som stölden ger.
Intermittent explosivitet innebär att en person har episoder av impulsivt beteende som resulterar i allvarlig skada mot person eller egendom.
Trichotillomani innebär att personen inte kan låta bli att rycka hår från kroppen.
Det förekommer också kulturspecifika störningar, såsom sexberoende och internetberoende.

## Orsaker
ICD-10 fastslår att mekanismerna bakom impulskontrollstörningar är tämligen oklara. Inom äldre psykologiska teorier kan de ibland hänföras till hämmade aggressioner eller andra drifter. Modern forskningsgrundad psykologi ser impulskontrollstörning som en del av neuropsykiatriska tillstånd, så som ADHD, samt inom ramen för personlighetssyndrom, så som emotionell instabil personlighet, samt antisocial personlighet. Andra tillstånd som kan ha med impulskontrollstörning i bilden är medfödda eller förvärvade hjärnskador, så som åldersdemens, fetalt alkoholsyndrom och skador på frontalloberna genom missbruk av alkohol eller droger. 
Det finns ett samband mellan impulskontrollstörningar och motivation. Flera av störningarna har ett direkt eller indirekt samband med sådant som motiverar, till exempel självförverkligande, hämnd eller viljan till parbildning eller fortplantning.